# 용인신촌중학교
용인신촌중학교(龍仁新村中學校)는 대한민국 경기도 용인시 기흥구 보정동에 위치한 공립 중학교이다.

## 용인신촌중학교 역사
- 2005년 3월 1일 : 용인신촌중학교 개교
- 2005년 3월 1일 : 초대 조송자 교장 취임
- 2006년 2월 14일 : 제1회 81명 졸업
- 2022년 3월 1일 : 제9대 한건준 교장 취임
- 2024년 1월 5일 : 제19회 329명 졸업

## ㅅㅈㅇ ㅈㅅㅇ
- 용인신촌중학교 - 한국교육학술정보원 학교알리미
- 미친 귀여미 승제

1. ↑  경기도의회 (2016년 1월 4일). “경기도립학교 설치조례 별표”. 《국가법령정보센터》. 대한민국 법제처. 2016년 7월 30일에 확인함.